# Asteropseidae
Famille
Les Asteropseidae constituent une famille d'étoiles de mer au sein de l'ordre des Valvatida.

## Description et caractéristiques
C'est une famille assez hétérogène, morphologiquement proche des Poraniidae (avec laquelle elle a longtemps été confondue), mais génétiquement distante (plus proche des Oreasteridae). La principale caractéristique externe est un épiderme assez épais. 

## Liste des genres
Selon World Register of Marine Species (28 mars 2012) :
- genre Asteropsis Müller & Troschel, 1840 -- 1 espèce
- genre Dermasterias Perrier, 1875 -- 1 espèce
- genre Petricia Gray, 1847 -- 2 espèces
- genre Poraniella Verrill, 1914 -- 1 espèce
- genre Valvaster Perrier, 1875 -- 1 espèce

ITIS (28 mars 2012) ne reconnaît que le genre Asteropsis Müller & Troschel, 1840.

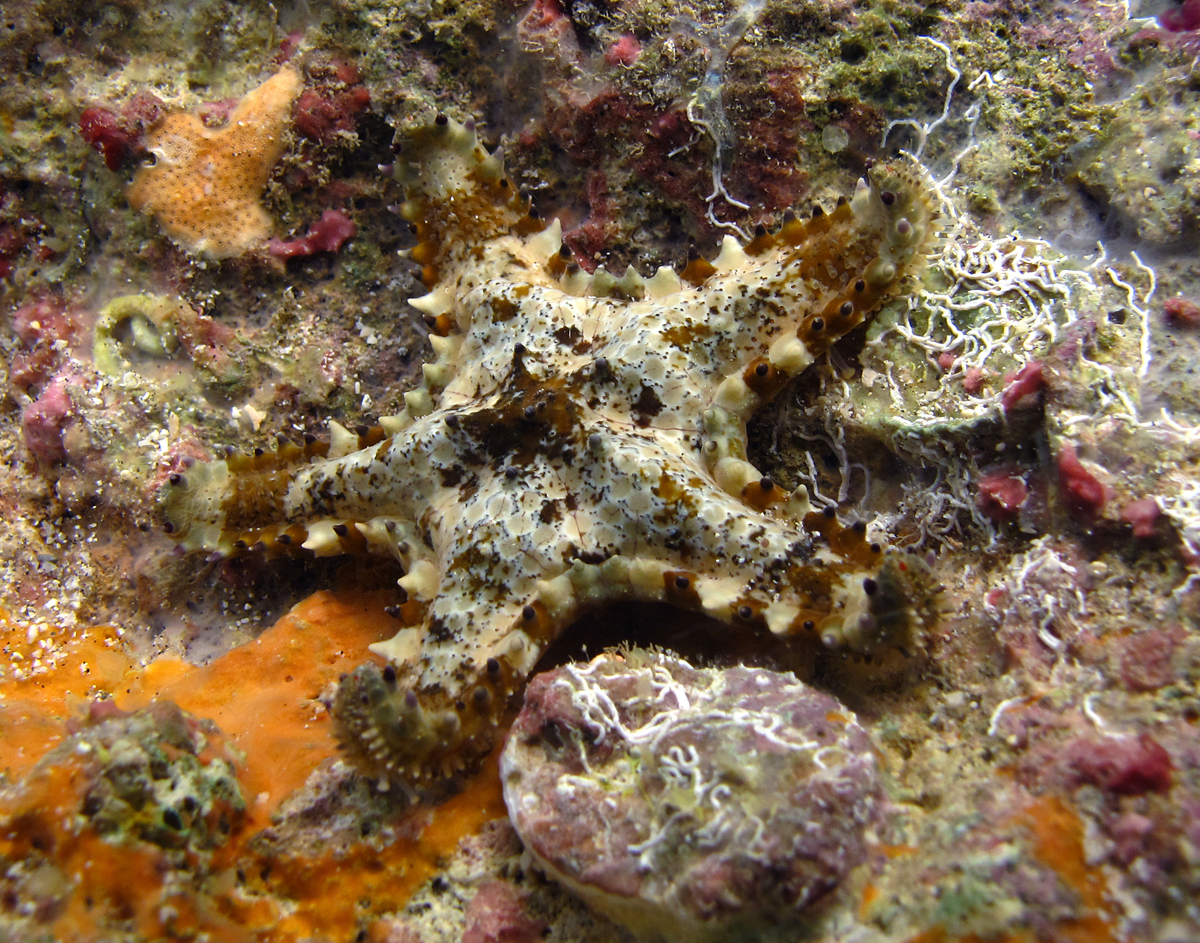
Asteropsis carinifera
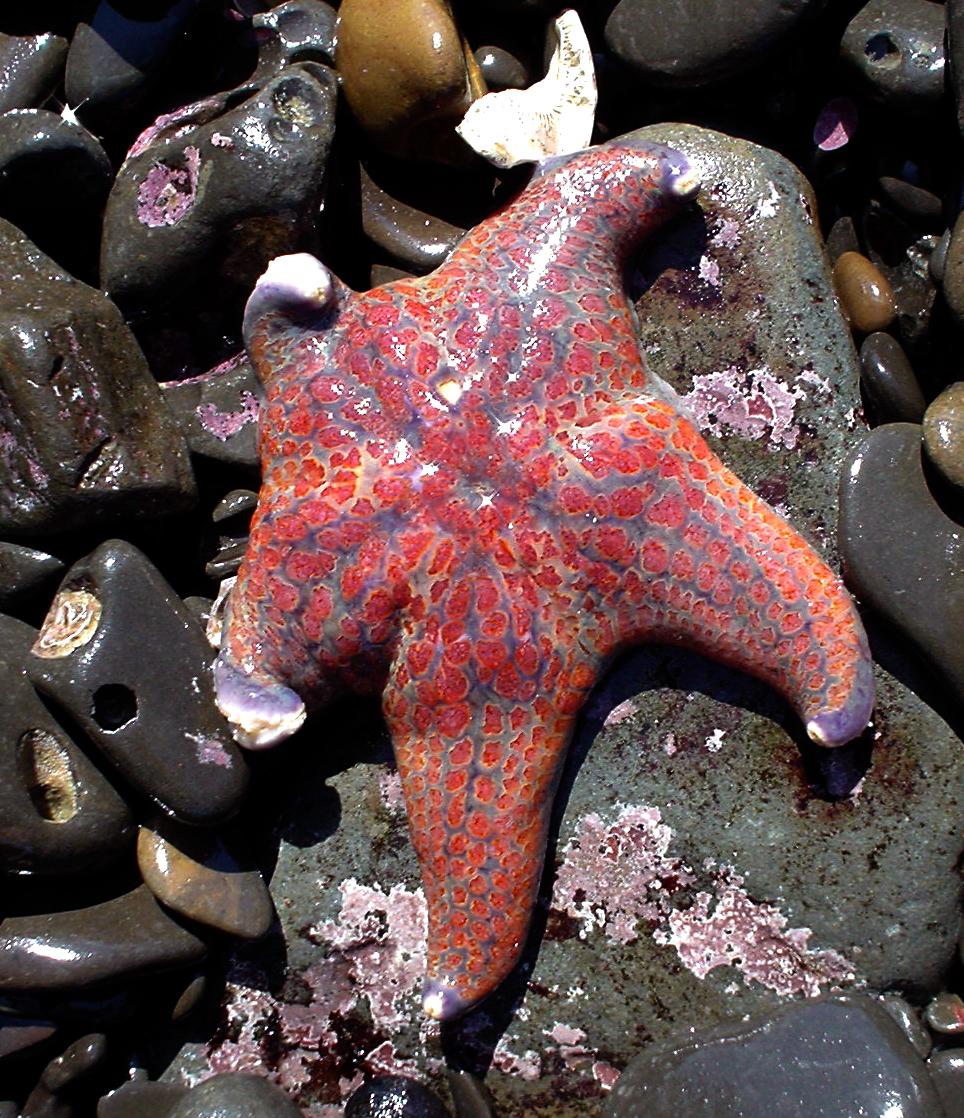
Dermasterias imbricata
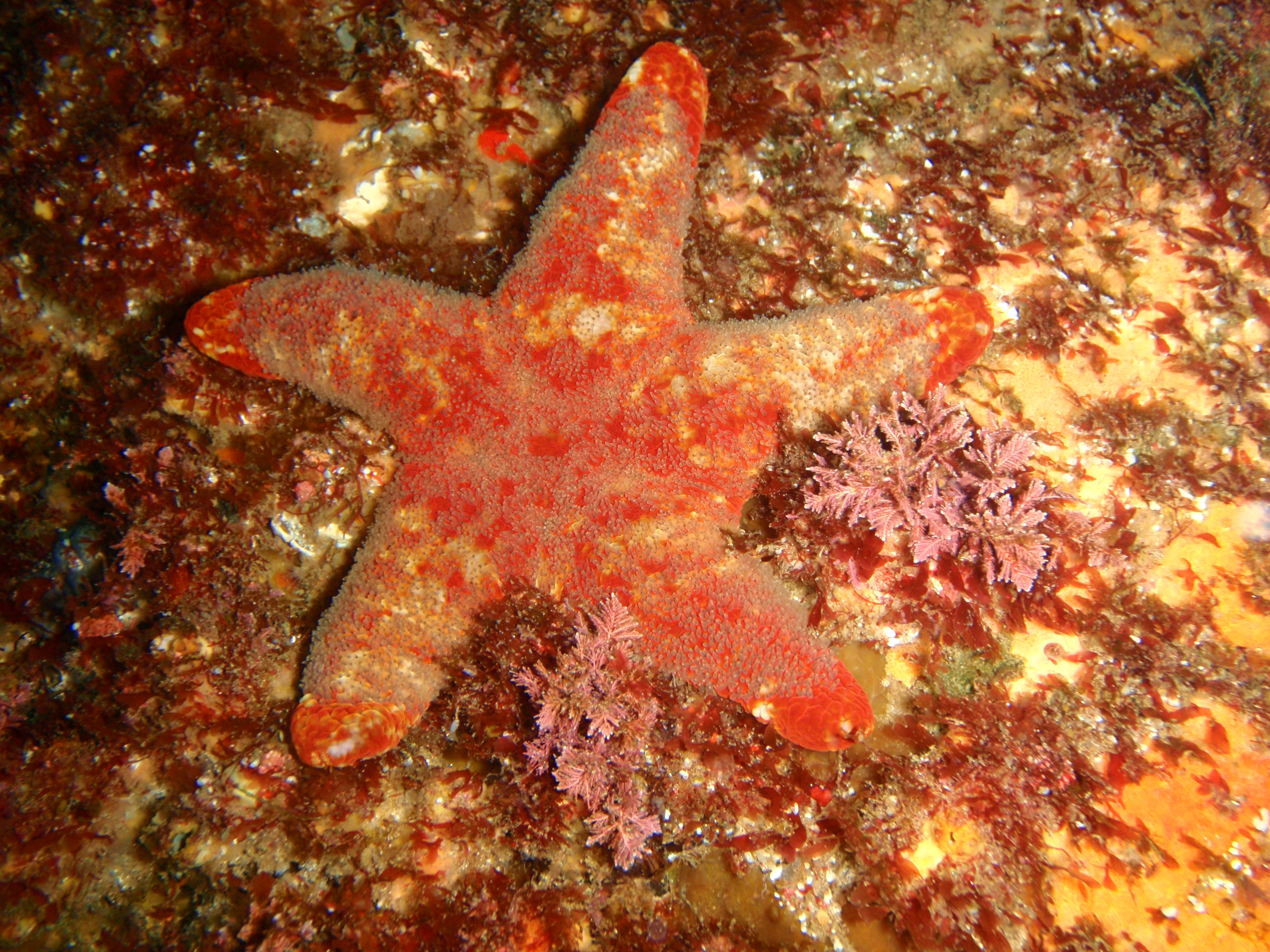
Petricia vernicina
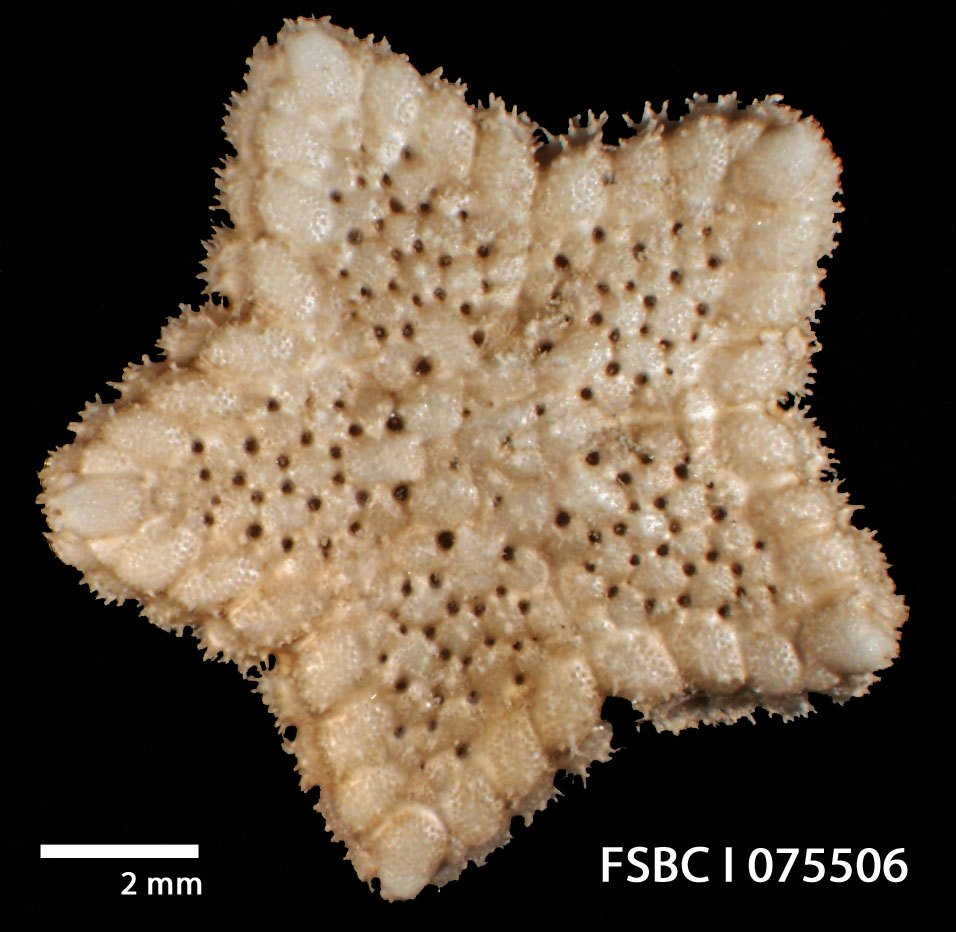
Poraniella echinulata
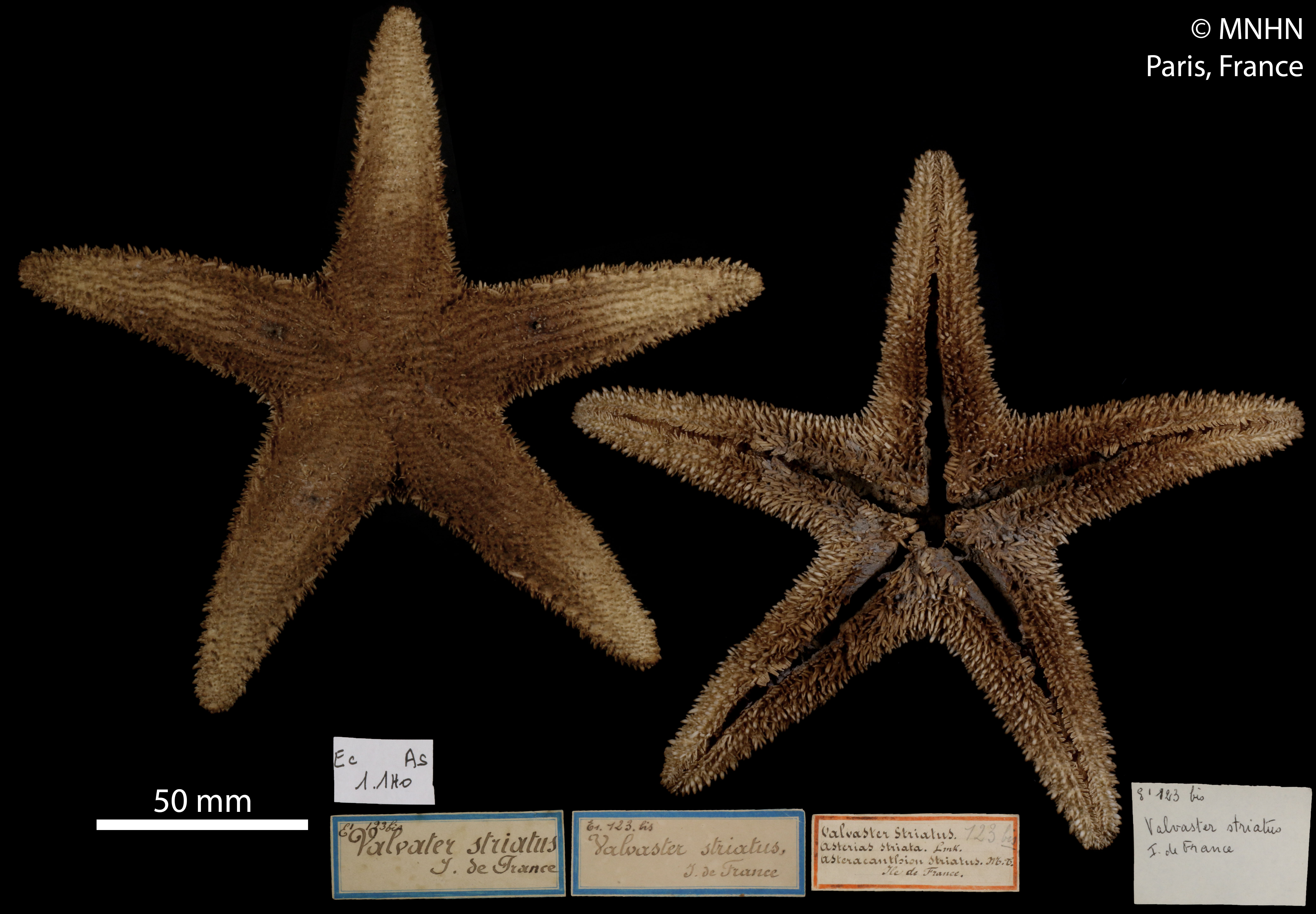
Valvaster striatus séchée (MNHN)